# 1,2,4-trimethylbenzeen
1,2,4-trimethylbenzeen of pseudocumeen is een aromatische verbinding met als brutoformule C9H12. De stof komt voor als een vloeistof, die bijna niet oplosbaar is in water. Het is een isomeer van 1,3,5-trimethylbenzeen (mesityleen) en van 1,2,3-trimethylbenzeen (hemimelliteen).

## Voorkomen en synthese
1,2,4-trimethylbenzeen wordt geproduceerd in olieraffinaderijen. Het is een voornaam bestanddeel (ongeveer 40%) van de C9-aromatische fractie of kortweg C9-fractie bij de destillatie van nafta of petroleum. Die fractie bestaat hoofdzakelijk uit aromatische koolwaterstoffen met negen koolstofatomen, vooral trimethylbenzenen en ethyltoluenen. Deze C9-fractie kan als zodanig gebruikt worden, maar ze kan ook verder opgewerkt worden om de weinig waardevolle C9-aromatische stoffen (ethyltoluenen en propylbenzenen) om te zetten in waardevolle verbindingen zoals pseudocumeen en mesityleen. Deze kunnen daarna gescheiden worden door verdere destillatie.
Pseudocumeen kan ook verkregen worden door de selectieve methylering (dit is de alkylering met methanol) van xyleen met behulp van een geschikte katalysator.
De stof komt ook voor in koolteer.

## Toepassingen
De voornaamste toepassing van de C9-fractie is als additief in benzine. De C9-fractie wordt ook gebruikt als oplosmiddel voor onder meer inkten, coatings, pesticiden.
Zuiver 1,2,4-trimethylbenzeen wordt gebruikt als grondstof voor trimellietzuuranhydride (TMA), en het wordt ook gebruikt bij de productie van verfstoffen en farmaceutische stoffen.

## Toxicologie en veiligheid
Het is een stof die effecten heeft op het centrale zenuwstelsel. Blootstelling aan dampen van producten met dit oplosmiddel kan aanleiding geven tot hoofdpijn, vermoeidheid, zenuwachtigheid en slaperigheid.